# 偶像大師 全力以赴
《偶像大師 全力以赴》（簡稱為OFA）為一款由萬代南夢宮遊戲開發並發行的PlayStation 3偶像模擬遊戲，屬於《偶像大師》系列，於2014年5月15日在日本發售。遊戲的主要劇情為玩家需扮演製作人，並帶領和訓練一組偶像組合，使其成為當紅明星。其遊戲內容與前作《偶像大師2》相似，但作了一些改進和更動，讓玩家可以培育遊戲中765事務所的所有偶像。
遊戲以「人人為我，我為人人」為主題，開發團隊試圖以回到《偶像大師》系列原點的角度來製作《全力以赴》，使玩家感受到從原點開始成長所描繪出的「溫暖」。《全力以赴》在發行首週共在日本銷出83,395套，為該週銷售量最高的電子遊戲。

## 遊戲內容
《偶像大師 全力以赴》為一款偶像模擬遊戲，玩家將在遊戲中的扮演765演藝事務所的製作人，該事務所擁有十三位剛出道但還未有實績的偶像。在遊戲開頭，玩家會遇到事務所的社長高木順二朗，並被委託從十三位偶像中挑選一位來培育。遊戲中每十二週為一季度（シーズン），每一季度玩家與玩家挑選的偶像會被賦予該季度要完成的一個目標，而玩家會從春季開始遊戲。在第四週時，玩家將可以培育三位偶像一組的偶像組合。在季末時若能完成給定的目標，則玩家的製作人級別（プロデューサーランク）會獲得提升，並能培育額外的偶像和使用更多曲目和功能。遊戲中偶像組合分為三種能力值：歌聲（ボーカル）、舞蹈（ダンス）和視覺表現（ビジュアル）。各偶像可以透過參加遊戲中的工作或是舞臺表演來獲得經驗值，而經驗值會決定一個偶像的等級；此外各偶像還有一個與經驗值無關的等級叫偶像階級（アイドルランク），最高的偶像階級為A1。
遊戲裡將偶像的一週活動濃縮在一天內，每一天的開頭玩家要替偶像們排定行程，行程包含練習課程（レッスン）、交流（ふれあい）、宣傳工作（プロモ）、舞臺演出（ステージ）以及到商店（ショップ）購買衣裝服飾等。玩家在各種行程中會花費或獲得遊戲貨幣，此外宣傳工作與舞臺演出會消耗遊戲中的一週時間。練習課程為三種小遊戲性質的有時限教學課程，各課程對應偶像的三種能力值；課程結束會給予評價並暫時提升偶像們在遊戲中該週的能力值。交流行程則是玩家要與偶像互動，玩家要從多個選項中選擇一個回應，而玩家的選擇會被評價並影響偶像的「回憶數量」。而宣傳工作則是玩家會與偶像們到各地工作以增加偶像於該地區的粉絲數量，有些宣傳工作會耗掉遊戲貨幣，有些則能賺取金錢；在宣傳工作過程中，也會有與交流行程一樣的互動劇情。

遊戲畫面截圖，下方三個大圈對應三種能力值，玩家須對準時機按下；左上方顯示遊戲分數、熱情量表和可用回憶魅力次數，右上角顯示現場觀眾的反應熱烈程度

舞臺演出分成試鏡（オーディション），還有參加音樂祭（フェス）與現場表演（ライブ）三種類型，有著相同的遊戲玩法，但不同的完成條件。試鏡的通過條件為眾多參加試鏡的偶像團體中達到一定的排名；現場表演則是需要超過一個預定好的分數，該分數由現場觀眾的反應熱烈程度（ハコユレ震度）決定；而在音樂祭中，則必須與電腦控制的對手對抗，並獲得比電腦高的分數。舞臺演出的遊戲玩法類似於節奏遊戲，玩家需根據偶像們演出的歌曲來按下對應三種能力值分類的按鍵以控制偶像們演出，按下時機的精準度會影響得分高低，而歌曲的節奏和偶像的狀態也會決定獲得的分數。此外分數會根據臺下觀眾對各分類的興致等級（興味レート）有不同的加權，而興致等級則由三種分類的得分集中或分散來決定。此外一個名為熱情量表（ボルテージゲージ）的計量表會用來表示偶像的表現，玩家按對按鍵時該量表計量便會上升。玩家還可以使用「回憶魅力」（思い出アピール）來重置觀眾對各分類的興致等級並獲多額外的分數和熱情量表的計量，回憶魅力使用次數取決於在之前獲得的回憶數量。當熱情量表全滿時，玩家可以選擇一位偶像進行「爆發魅力」（バーストアピール），玩家需完成一段特別的按鍵序列，期間可以獲得更高的平均觀眾興致等級，以及使對手暫停使用回憶魅力和使其熱情量表下降；爆發魅力使用後熱情量表會被重設。若偶像組合通過了試鏡，則可以進行一場電視演出；而音樂祭或現場表演通過則是獲得安可的機會。此外現場表演依舉辦的類型則會增加該表演區域或全日本的粉絲人數。
除了普通的舞臺演出，在夏季和冬季末時，765事務所會舉辦一場所內十三位偶像都參加的群星演唱會（オールスターライブ），並將偶像們分為一個有三人和兩個有五人的三個小組；若群星演唱會演出成功，則會繼續演出一首預先設定好的安可曲，並使用不同的曲目和衣裝。當特定條件達成時，玩家會被邀請參加升階音樂祭（ランクアップフェス），其遊戲玩法與音樂祭類似，但是必須使用兩首不同曲目擊敗對手兩次；在升階音樂祭勝出後，偶像的偶像階級便會提升。當偶像的的偶像階級達到A3以上時，玩家還可以參加偶像極限音樂祭（アイドルエクストリーム）。當偶像的偶像階級或偶像等級提升時，她們會獲得技能（スキル）點數，玩家可以在技能板中用該點數來使用技能以加強偶像的能力；例如提升三種能力值倍率，或是熱情量表的上升速度，以及加強回憶魅力的效果等。
除此之外，還有被稱作「Stage for You！」（ステージフォーユー！，簡稱S4U!）的模式，其類似於《偶像大師 為你而唱！》遊戲內容，玩家能自由選擇偶像以及由劇情獲得的衣裝、舞臺、裝飾品和曲目，以及客製化調整各偶像的演出時機和攝影鏡頭等。

## 發展

### 製作
《偶像大師 全力以赴》為萬代南夢宮遊戲所開發，並由石原章弘、小柳宗大兩人擔任遊戲總監。遊戲的製作人坂上陽三表示遊戲的規劃是以「人人為我，我為人人」為遊戲主題；也由於有遊戲粉絲向他表示遊戲中看765事務所內各偶像的對話互動是件很治癒的事，他希望遊戲能更著重在765事務所的所內，這也促使開發團隊將765事務所的辦公室重新設計使其更加自然；遊戲的開始選單畫面為765事務所的辦公室亦是希望使玩家更能感受遊戲氣氛。開發團隊試圖以回到《偶像大師》系列原點的角度來製作《全力以赴》，坂上表示《偶像大師》系列的魅力在於在一個小型事務所中與新人偶像們一起成長；因此以765事務所從原點開始成長所描繪出的「溫暖」，是《全力以赴》設計的方向。
相較於前作，《全力以赴》在遊戲玩法上作了些修正，包含不再只能培育一定數量的偶像或偶像組合，以及遊戲中不再只有一年的限制；坂上表示這些改變是他一直想做的。坂上希望玩家能慢慢的體會遊戲以及其中的各種支線劇情；因此與《偶像大師2》相比，《全力以赴》在偶像們的交流、宣傳工作上有更大的自由度。而坂上表示取消一年的限制則是因為他想讓玩家能培育他們的偶像組合直至他們都滿意為止；此外坂上也希望玩家不要只培育他們最愛的幾位偶像，因此遊戲修改為除了開頭選擇的偶像外，隨著遊戲進行，其他的偶像會加入讓玩家能夠培育；坂上認為這樣玩家能感受到一個偶像組合漸漸的茁壯與擴展的樂趣。
《全力以赴》設計為可顯示各偶像參與活動的經驗值，這使得有個係數能顯示偶像們的成長；另外還加入了技能板系統，在偶像升級時能獲得技能點數；此系統的主要是由《偶像大師2》的道具護身符（お守り）改進而來，該道具能用於增強技能和裝備。坂上也表示希望有個較好的方式來傳達製作人的成長，因此才會創造出季度系統，讓玩家能隨著成長而能培育新的偶像或是獲得新的歌曲。坂上指出雖然遊戲內容作了不少改變與增進，但其表示《全力以赴》仍對《偶像大師》系列的新進玩家來說，簡單易懂且玩家能享受到遊戲的樂趣。

### 發行
2014年5月15日，萬代南夢宮遊戲於日本發行《偶像大師 全力以赴》的限定版和普通版，另外在PlayStation Store上亦可付費下載。限定版包含特製的存放盒、本遊戲、廣播劇CD，一組可從追加下載內容獲得特殊服裝的條碼，還有765事務所偶像們的介紹小冊子、桌曆和小型海報，以及印有765事務所社長格言的清潔布，另有可從《偶像大師 灰姑娘女孩》、《偶像大師 百萬人演唱會！》兩款手機遊戲獲得各一張稀有卡片的序號。從發行日起，萬代南夢宮遊戲就在PlayStation Store上釋出各項追加下載內容，其內容包含新歌曲、新服飾；以及在S4U!模式中，使用来自《偶像大師 灰姑娘女孩》、《偶像大師 百萬人演唱會！》等遊戲的主要角色和歌曲。

## 反響
《偶像大師 全力以赴》在發行首週共在日本銷出83,395套，為該週銷售量最高的電子遊戲。《每日新聞》則報導指出，《全力以赴》的限定版與普通版在發行日隔天即在秋葉原銷售一空。電子遊戲網站siliconera則指出在發行首週，《全力以赴》就賣出了92.56%的庫存。發行該月結束時，本遊戲共銷出102,793套。在評價的部分，《Fami通》在滿分40分的情況下給了本遊戲33分。

## 外部連結
- 《偶像大師 全力以赴》官方網站 （日語）